# 모표

이탈리아와 헝가리의 모표

모표(帽標)는 특유 색상의 리본을 원형, 혹은 타원형 형태로 매듭지어 모자나 캡에 다는 장식이다.
모표의 영단어 cockade는 프랑스의 cocarde, 고대 프랑스의 coquarde, coquard(헛된, 오만한)의 여성, coc(수탉), 모방적 기원에서 파생되었다. 최초의 기록은 1709년이었다.

## 같이 보기
- 모장 (표장)